# Borne milliaire d'Arras-sur-Rhône
Les deux bornes milliaires d'Arras-sur-Rhône sont des bornes milliaires trouvées en France sur la commune d'Arras-sur-Rhône, dans le département de l'Ardèche, en région Rhône-Alpes. Depuis 1939, elles sont conservées au château-musée de Tournon-sur-Rhône.

## Description
La borne est constituée de deux morceaux qui, empilés, mesurent 2 m 45[réf. nécessaire] pour un diamètre d'environ 35 cm. Elle comporte deux inscriptions en latin, partiellement lisibles, que l'on a pu daterà partir des titulatures des deux empereurs cités, soit 285/286 (pour le morceau de droite) et de 308/311 (pour le morceau de gauche).

## Localisation
Anciennement dans le cimetière désaffecté entourant l'église d'Arras-sur-Rhône (après avoir servi de support, près de la grande porte, à l'angle d'une tribune), la borne est déplacée en 1939 à l'entrée de la cour d'honneur au château-musée de Tournon-sur-Rhône[réf. nécessaire].

## Historique
La borne fait l’objet d'une inscription au titre des monuments historiques depuis le 15 novembre 1926.